# Bob Seely
Robert William Henry Seely, (né le 1er juin 1966) est un homme politique du Parti conservateur britannique qui est député pour l'île de Wight de 2017 à 2024.

## Carrière

### Journalisme, politique et médias
De 1990 à 1994, Seely travaille comme correspondant étranger en Europe de l'Est et comme pigiste pour le journal The Times. Il se rend pour la première fois dans ce qui est alors l'URSS au début des années 1990, assistant aux premières célébrations de Pâques dans l'ouest de l'Ukraine depuis l'occupation soviétique après la Seconde Guerre mondiale, ainsi qu'aux premières manifestations de la catastrophe de Tchernobyl à Kiev cette année-là.
Au cours de son passage dans le pays, Seely couvre la plupart des républiques ou des nouvelles nations: Russie, Ukraine, Moldavie, Géorgie, Azerbaïdjan, Arménie (y compris le Haut-Karabagh), Ouzbékistan et Tadjikistan. Pendant ce temps, il effectue des visites dans les Balkans, notamment à Sarajevo et au Kosovo. Il écrit également des articles occasionnels pour The Spectator et The Sunday Times.
Au cours de la dernière année en ex-URSS, Seely devient un correspondant spécial pour le Washington Post. Il passe ensuite un an aux États-Unis à écrire un livre, Deadly Embrace, sur le rôle de la Russie dans le Caucase. Pendant ce temps, il est membre du Watson Institute de l'Université Brown. Il retourne au Royaume-Uni pour travailler pour l'Associated Press comme journaliste basé à Londres.
En 2000, Seely entre brièvement en politique. Il travaille au Bureau central conservateur, à la tête de l'équipe des affaires étrangères de Francis Maude et travaille brièvement pour Michael Howard et Malcolm Rifkind.
De 2005 à 2008, Seely travaille pour MTV Networks International.

### Militaire
À partir de 2008, Seely sert dans les forces armées britanniques. Il est mobilisé ou placé en service de réserve à temps plein (FTRS) pendant près d'une décennie jusqu'à sa sélection en tant que candidat parlementaire aux élections de 2017, date à laquelle il démissionne de son service à temps plein et retourne dans la réserve de l'armée. Il participe à quatre opérations britanniques: l'Irak, l'Afghanistan, la Libye et l'État islamique.
En tant que sergent, il reçoit une mention élogieuse des commandants interarmées en 2009 pour sa tournée en Irak et un MBE militaire dans la liste des prix et distinctions opérationnelles 2016,.

### Académie
Seely est associé de recherche au programme Changing Character of War de l'Université d'Oxford. Il contribue au blog des études de guerre du King's College, blog du département politique d'Oxford, blog des sciences sociales du Washington Post magazine Prospect et au journal RUSI, publié par le Royal United Services Institute.

## Carrière politique
La carrière politique de Seely commence en tant qu'assistant personnel de Shaun Woodward, jusqu'à la défection de Woodward au Parti travailliste en 1999. Par la suite, il travaille au Bureau central conservateur comme conseiller aux affaires étrangères de Michael Howard, Francis Maude et Malcolm Rifkind.

### Élections
En 2005, Seely se présente dans la circonscription de Broxtowe mais perd contre le député travailliste Nick Palmer par 2 296 voix.
En 2013, il est élu pour représenter Central Wight au Conseil de l'île de Wight et conserve son siège en 2017. Après la décision du député conservateur Andrew Turner de se retirer aux élections générales de 2017, Seely est choisi comme candidat au siège de l'île de Wight et obtient 38 190 voix, soit 51,3% des voix. Il est coordinateur de campagne One Wight, en 2010, avec Turner. Il démissionne de son poste de conseiller de comté à la fin de 2017.
Seely est le sixième membre de sa famille paternelle à devenir député et le deuxième à devenir député de l'île de Wight.

### Au Parlement
Dans son discours inaugural, il appelle à un meilleur accord pour l'île de Wight de la part du gouvernement.
Le 12 juillet 2017, Seely créé le Groupe parlementaire interpartis (APPG) pour promouvoir les intérêts des îles du Royaume-Uni afin d'encourager les députés et les pairs de tous les partis politiques à se rassembler pour faire pression sur le gouvernement pour leurs îles respectives. Le groupe s'est engagé sur un certain nombre de questions qui affectent les îles, notamment les soins de santé, le financement des gouvernements locaux et le soutien aux économies insulaires.
Seely est nommé Secrétaire parlementaire privé (SPP) de l'équipe ministérielle du ministère de l'Environnement, de l'Alimentation et des Affaires rurales en janvier 2019. Le 16 juillet 2019, Seely démissionne de ce poste à la suite de sa décision de voter contre le gouvernement au sujet du SH2,.
Il soutient Michael Gove dans sa tentative de devenir chef du Parti conservateur en 2019.
Lors des élections générales de 2019, il est réélu avec une majorité accrue de 56,2% des suffrages exprimés.
Le site Web «They Work For You» décrit Seely comme « un rebelle occasionnel ». Il vote contre le gouvernement à propos du couvre-feu Covid de 22 heures et est l'un des chefs de file de la rébellion de Huawei en mars 2020 qui force un changement de direction dans la politique gouvernementale. Il fait campagne pour que le gouvernement apporte des changements aux lois sur le logement et la planification afin d'améliorer la fourniture de logements abordables sur l'île et de prévenir l'étalement des terrains vierges.
En décembre 2022, Bob Seely annonce qu'il va déposer un projet de loi pour priver le duc et la duchesse de Sussex de tous leurs titres en lien avec la monarchie britannique.

### Comités et affaires étrangères
En février 2018, il est élu par ses collègues conservateurs pour siéger au comité multipartite des affaires étrangères, dont le mandat est d'examiner les dépenses, l'administration et la politique du ministère des Affaires étrangères et du Commonwealth (FCO). En juillet 2018, Seely a été élu aux comités sur le contrôle des exportations d'armes.
Il écrit pour The Daily Telegraph, The Times, The Guardian et les sites en ligne ConservativeHome, CapX et le Spectator en ligne sur les affaires étrangères.

### Manifeste de l'île
Le manifeste de Seely, A Vision for the Island, est publié un an après son entrée au parlement, en juillet 2018 Dans celui-ci, Seely explique comment il pense que l'île de Wight devrait se développer au cours des prochaines décennies.

### Enquête sur Huawei
Le 16 mai 2019, Seely co-écrit une première enquête sur le géant chinois de la technologie Huawei et son rôle possible dans le développement de la 5G. Le rapport, publié dans la Henry Jackson Society, est également rédigé par Peter Varnish et John Hemmings. Il recommande d'interdire à Huawei de s'impliquer dans le réseau d'infrastructure 5G du Royaume-Uni. Le rapport est approuvé par Sir Richard Dearlove, qui dirige le MI6 entre 1999 et 2004, et par l'ancien Premier ministre australien Malcolm Turnbull.
Seely contribue à une étude d'avril 2020 examinant la dépendance commerciale stratégique vis-à-vis de la Chine du groupe de pays «Five Eyes »: Royaume-Uni, États-Unis, Australie, Canada et Nouvelle-Zélande.

## Vie privée
Seely est né d'un père anglais et d'une mère allemande, et fait ses études à Londres à Arnold House School et Harrow. Il vient d'une famille longtemps impliquée dans la politique sur l'île de Wight et ailleurs dans le pays. L'arrière-grand-oncle de Seely, le général Jack Seely, est député de l'île de Wight entre 1900 et 1906 et de nouveau entre 1923 et 1924, période entre laquelle il sert pendant la Première Guerre mondiale notamment à la tête de l'une des dernières grandes charges de cavalerie de l'histoire à la bataille du bois de Moreuil sur son cheval de guerre Warrior.